# Hymenancora conjungens
Hymenancora conjungens är en svampdjursart som beskrevs av William Lundbeck 1910. Hymenancora conjungens ingår i släktet Hymenancora och familjen Myxillidae. Inga underarter finns listade i Catalogue of Life.